# استلا ماو
استلا ماو (انگلیسی: Stella Maeve؛ زادهٔ ۱۴ نوامبر ۱۹۸۹) یک هنرپیشه، و بازیگر سینما اهل ایالات متحده آمریکا است. وی از سال ۲۰۰۵ میلادی تاکنون مشغول فعالیت بوده‌است.

## گزیده فیلمشناسی
از فیلم‌ها یا برنامه‌های تلویزیونی که وی در آن نقش داشته‌است می‌توان به آثار زیر اشاره کرد.
- ترنس‌آمریکا (۲۰۰۵)
- هارولد (۲۰۰۸)
- بهترین‌های بروکلین (۲۰۰۹)
- فراری‌ها (۲۰۱۰)
- دختر سخن‌چین (۲۰۰۸–۲۰۰۹)
- به یاد داشته باشید (۲۰۰۷)
- سی‌اس‌آی (۲۰۰۹)
- دکتر هاوس (۲۰۱۰–۲۰۱۱)
- استخوان‌ها (۲۰۱۰)
- آناتومی گری (۲۰۱۲)
- استارلت (۲۰۱۲)
- جادوگران (۲۰۱۵–اکنون)